# 亞奎丹公國
亞奎丹公國（法語：Duché d'Aquitaine）是法國歷史上的一個公國，由普瓦捷家族統治。

1154年的法國

阿基坦公国历史上的一个重要事件是1152年埃莉诺公爵夫人与金雀花王朝的亨利二世结婚，亨利二世于1154年成为英格兰国王，因此从1154年到1453年，阿基坦的法国封地由英格兰国王拥有，这是两个王国君主之间长期冲突的原因之一。
阿基坦公国在英法百年战争（1337-1453年）中发挥了重要作用。1453年，法国国王查理七世的军队占领波尔多，标志着这场战争的结束。
1469年，查理七世之子路易十一将吉耶讷公国授予他的兄弟贝里公爵查理，但后者于1472年去世，没有孩子，公国重新进入皇家领地。从16世纪起，它成为吉耶讷政府（17世纪称为吉耶讷和加斯科尼政府）。

## 历史

### 罗马时期到法兰克时期
5世纪，在西罗马帝国，卢瓦尔河和比利牛斯山脉之间的阿基坦高卢地区完全由图卢兹王国的西哥特人控制，图卢兹是帝国的联邦。西罗马帝国灭亡后（476年），图尔奈地区的撒利法兰克人开始征服高卢，由墨洛温王朝的克洛维领导。
507年，克洛维在武耶击败西哥特人，迫使他们撤退到希斯帕尼亚，在那里他们建立了托莱多王国。阿基坦被法兰克王国吞并。
查理大帝统治期间，阿基坦王国于781年授予他的儿子虔诚者路易。814年成为皇帝后，虔诚者路易将王国交给他的儿子丕平（817年）。

### 阿基坦公国宪法
从828年到902年，普瓦捷伯国由威廉家族和兰努尔夫家族进行争夺。最后，他们设法保留了伯国，并将其并入阿基坦公国。854年，普瓦捷的兰努尔夫一世是第一个获得这两个头衔的人。
从829年到1216年，公爵宫和首都位于阿基坦公国的政治中心普瓦捷。

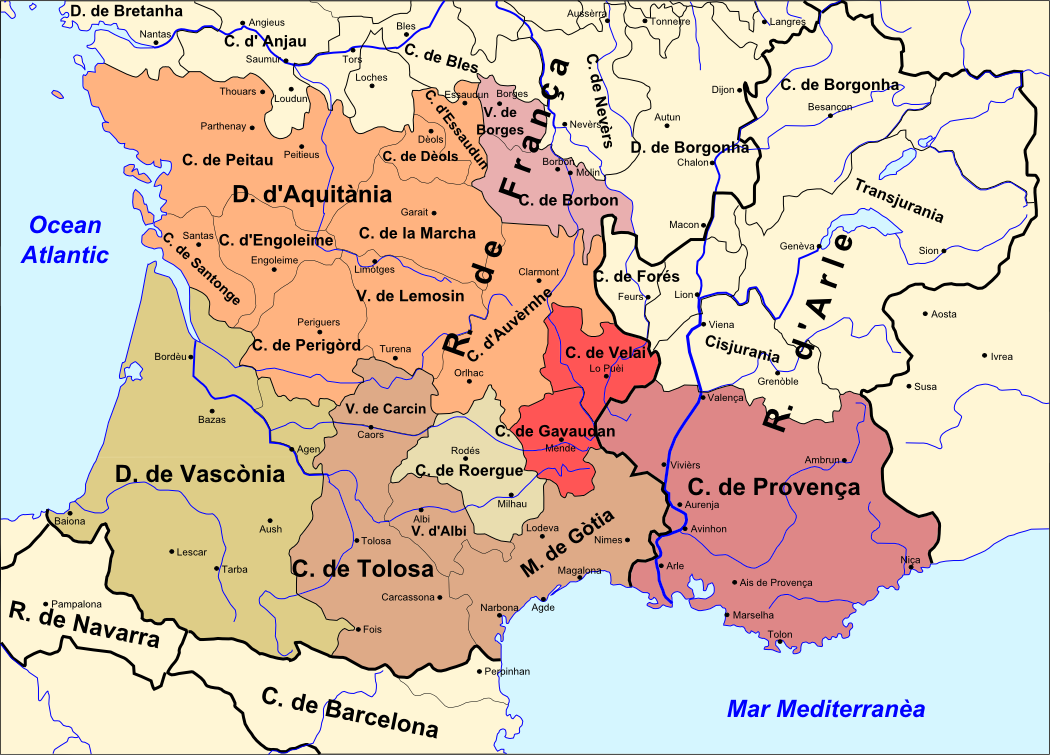
1030年左右的法国西南地区

1063年，卡斯泰尔战役后，阿基坦吞并了加斯科涅公国。加斯科涅伯爵阿尔马尼亚克的贝尔纳尔二世在阿基坦公爵威廉八世面前放弃了内加斯科涅。
从12世纪开始，阿基坦公爵是六位原始的世俗贵族之一。

### 埃莉诺的两次婚姻
1137年4月9日，阿基坦的威廉十世去世，没有男性后代。因此，公国归其大女儿埃莉诺所有。:44
1137年7月25日，她嫁给了小路易，并于8月1日父亲路易六世去世后成为法国路易七世。这对夫妇于8月8日在普瓦捷加冕为阿基坦公爵。埃莉诺将公国作为嫁妆，但这是个人结合。公国不附属于皇家领地，并保留其独特的身份和自己的机构，尽管路易实际上在其妻子的土地上统治并担任公爵。公国也由国王的人参与管理。:50:29
1152年3月21日，她的婚姻宣告无效。埃莉诺收回了他的公国。1152年5月18日，她与亨利·金雀花再婚，将阿基坦（Aquitaine）和普瓦图（Poitou）作为嫁妆送给了她的新丈夫，后者已经拥有安茹、曼恩和诺曼底。但埃莉诺和亨利没有请求他们的宗主国允许。据编年史家称，“这段婚姻激起了法国国王和公爵之间的仇恨，并激起了他们的敌意。”:94:88-90
1154年12月19日，亨利·金雀花以亨利二世的名义成为英格兰国王:100。这一事件延续了卡佩王朝和金雀花王朝之间的竞争，首先是在图卢兹伯国（伟大的南部战争），然后在阿尔比十字军东征期间加入法国王室。

### 英格兰国王公爵
从13世纪起，阿基坦公国被称为吉耶讷公国，但由于腓力二世·奥古斯特、路易八世和路易十一国王的征服而缩小。这一名称首次出现在1258年5月28日路易九世和英格兰国王亨利三世签订的《巴黎条约》（1259年生效）中，该条约在向法国国王致敬效忠的条件下，将其在吉耶讷和邻近封地（利穆赞、佩里戈尔、桑通日等）的宗主权恢复给英格兰国王，结束了法国卡佩王朝和英国金雀花王朝之间近一个世纪的冲突。
1294年吉耶讷战争和1324年的圣萨尔多战争使法国和英国争夺阿基坦的主权。爱德华二世的失败削弱了他的地位，1326年法兰西的伊莎贝拉入侵英国后，他被废黜。

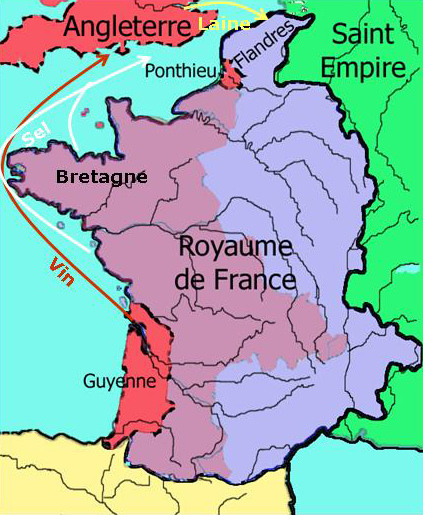
1330年的法国

1337年，公国卷入百年战争，英格兰的爱德华三世和吉耶讷公爵主张继承查理四世的权利。1355年，黑太子离开波尔多，蹂躏朗格多克。第二年，一次类似的袭击摧毁了普瓦图。1360年《布勒丁尼条约》签署后，英国对吉耶讷和加斯科涅的主权得到确认，佩里戈尔、利穆赞、昂古莱姆、桑通日和阿马尼亚克地区成为英国领土。1370年至1374年间，贝特朗·杜·盖克兰（Bertrand du Guesclin）代表查理五世（Charles V）逐渐重新征服了吉耶讷。1375年，只有波尔多和巴约讷仍由英国控制。
1412年5月18日，阿马尼亚克党在与勃艮第党的内战中，通过《布尔日条约》与英国谈判结盟，以换取4000名英国士兵。然而，该条约从未得到批准。1420年的《特鲁瓦条约》将公国重新置于英国统治之下。

1429年的法国

### 1453年卡斯蒂永战役之后
卡斯蒂永战役（1453年7月17日）后，公国完全并入皇家领地，这是百年战争的最后一战，但和平直到1475年才实现。
1469年，路易十一将公国授予他的兄弟查理（贝里公爵），1472年他去世后，公国最终回归法国王室。